# Missões diplomáticas do Reino Unido

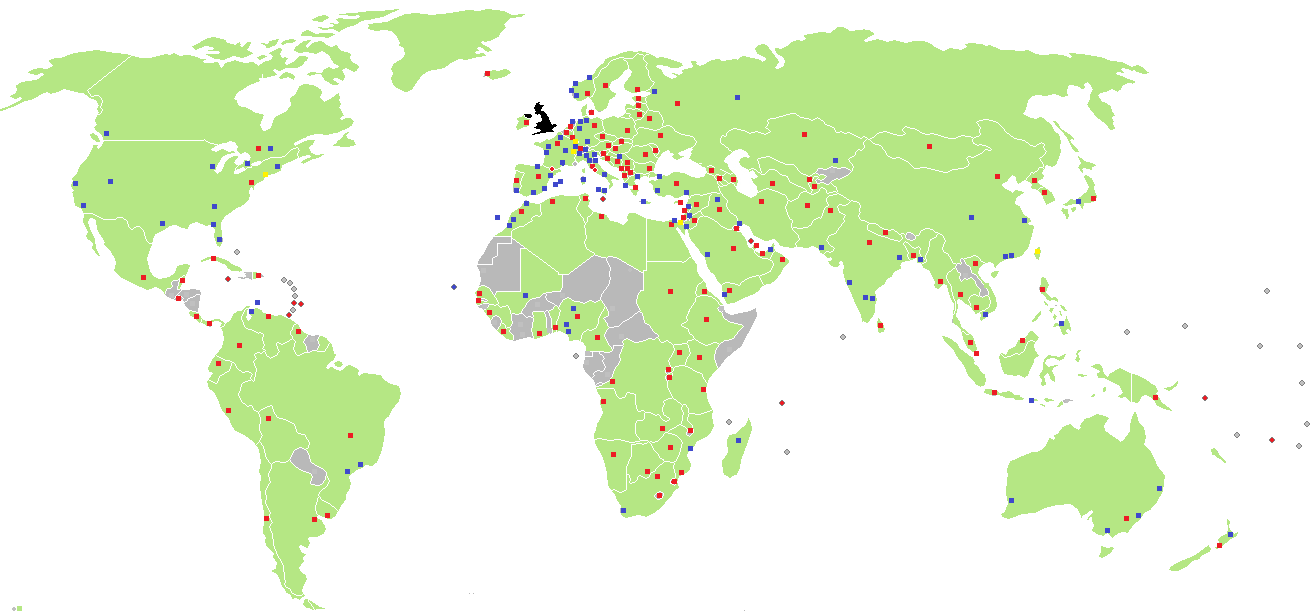
Mapa das missões diplomáticas do Reino Unido. Pontos vermelhos são embaixadas (chamadas altas comissões nos países da Comunidade das Nações); os azuis são consulados

Abaixo se encontram as embaixadas e consulados do Reino Unido:

## Europa
- Albânia
  - Tirana (embaixada)
- Alemanha
  - Berlim (embaixada)
  - Dusseldórfia (consulado-geral)
  - Francoforte (consulado-geral)
  - Hamburgo (consulado-geral)
  - Munique (consulado-geral)
  - Estugarda (consulado-geral)
- Armênia
  - Erevã (embaixada)
- Áustria
  - Viena (embaixada)
- Azerbaijão
  - Bacu (embaixada)
- Bélgica
  - Bruxelas (embaixada)
- Bielorrússia
  - Minsque (embaixada)
- Bósnia e Herzegovina
  - Saraievo (embaixada)
- Bulgária
  - Sófia (embaixada)
- Chéquia
  - Praga (embaixada)
- Chipre
  - Nicósia (alta comissão)
- Cossovo
  - Pristina (embaixada)
- Croácia
  - Zagrebe (embaixada)
- Dinamarca
  - Copenhague (embaixada)
- Eslováquia
  - Bratislava (embaixada)
- Eslovênia
  - Liubliana (embaixada)
- Espanha
  - Madrid (embaixada)
  - Barcelona (consulado-Geral)
  - Alicante (consulado)
  - Bilbau (consulado)

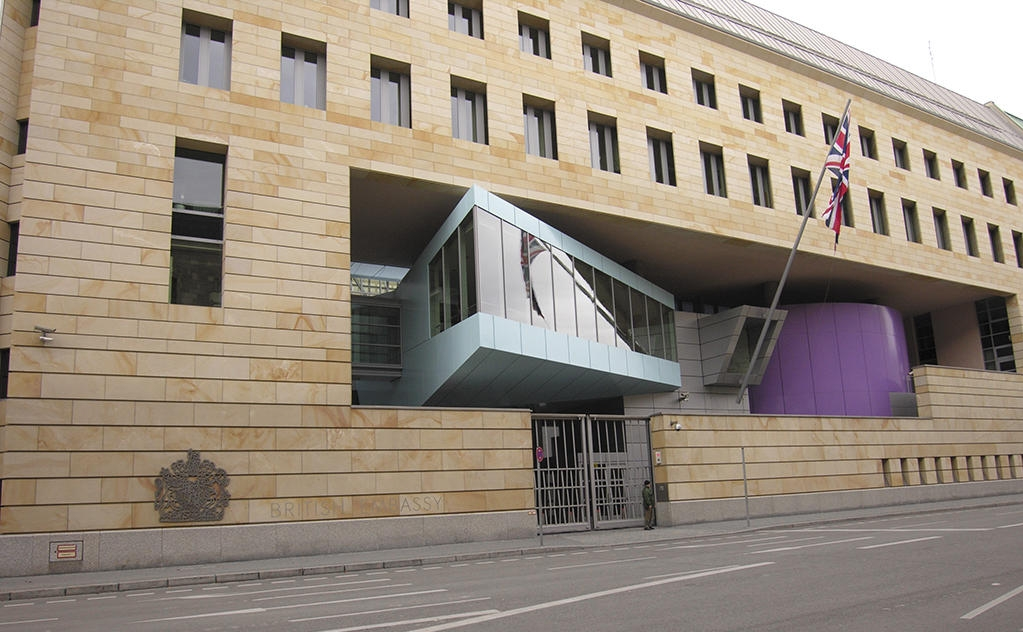
Embaixada em Berlim, Alemanha

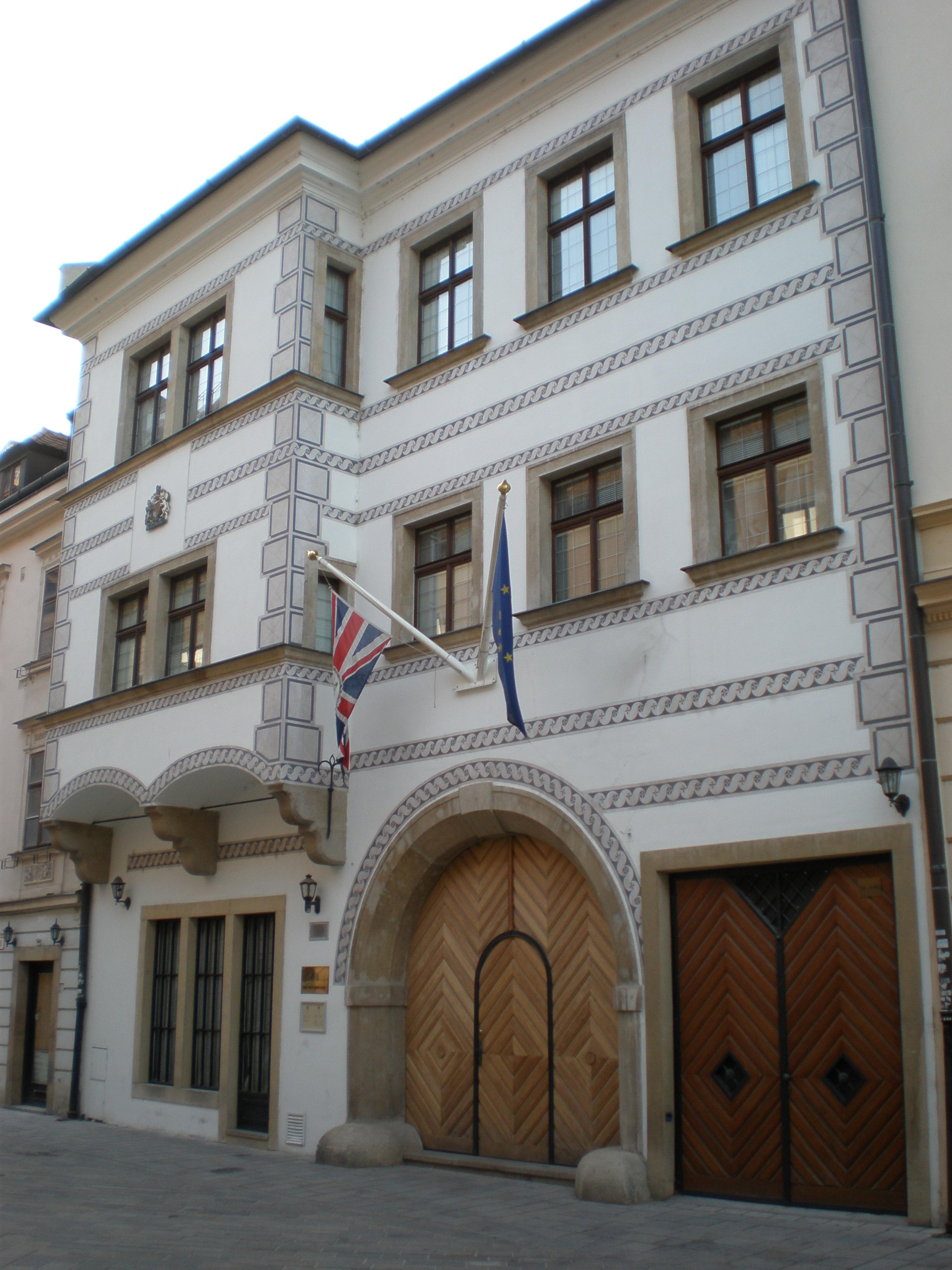
Embaixada em Bratislava, Eslováquia

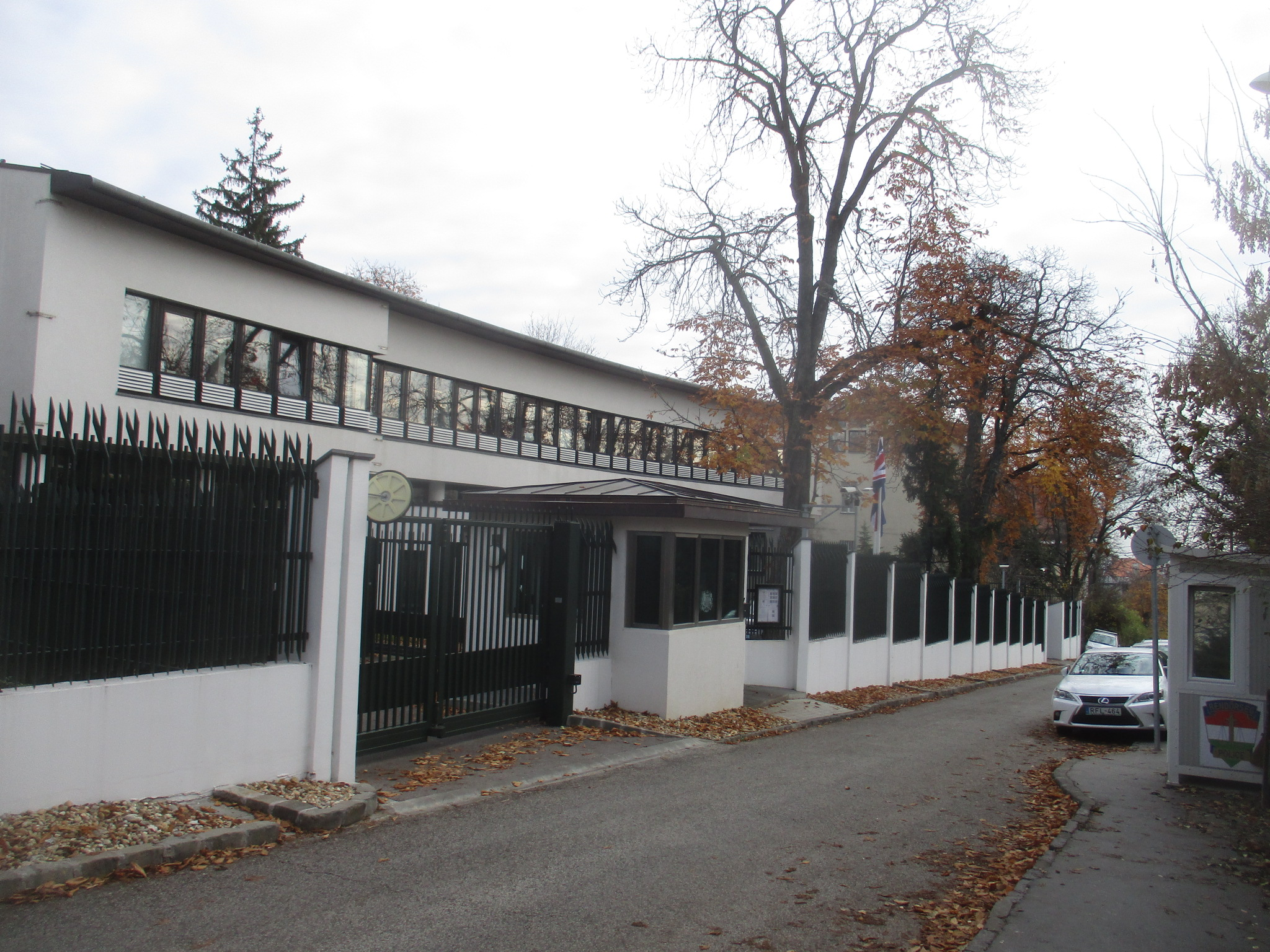
Embaixada em Budapeste, Hungria

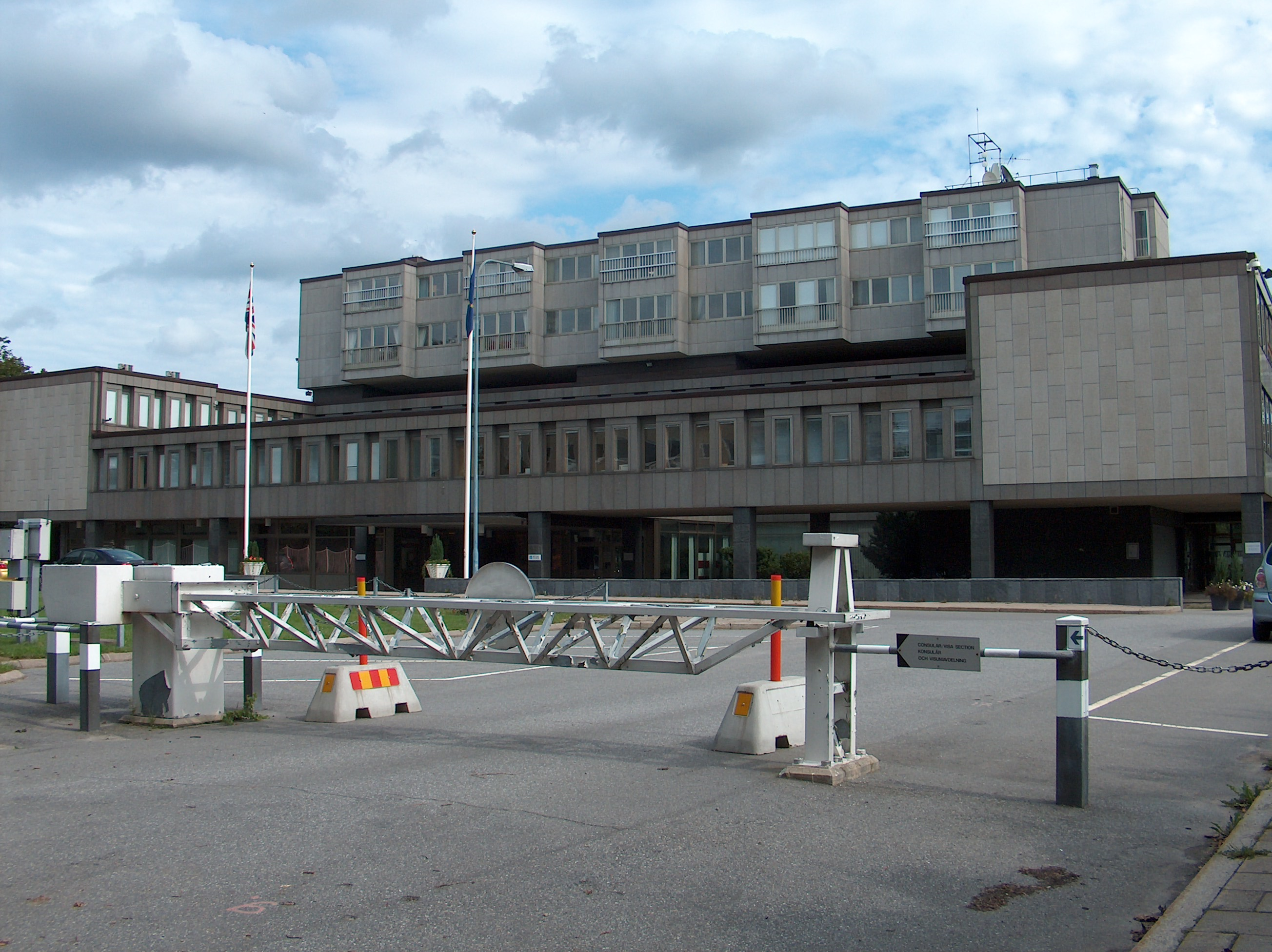
Embaixada em Estocolmo, Suécia

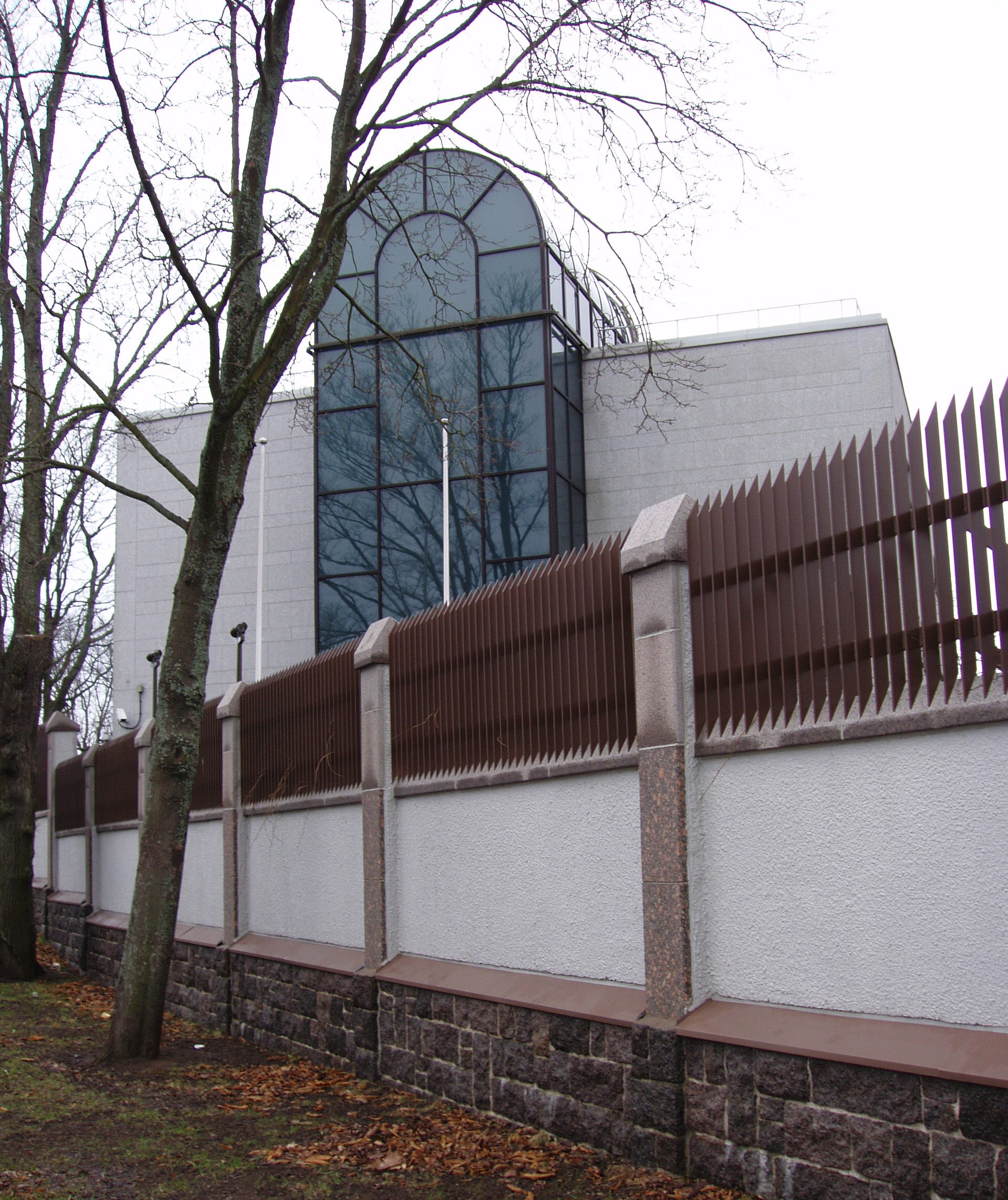
Embaixada em Helsínquia, Finlândia

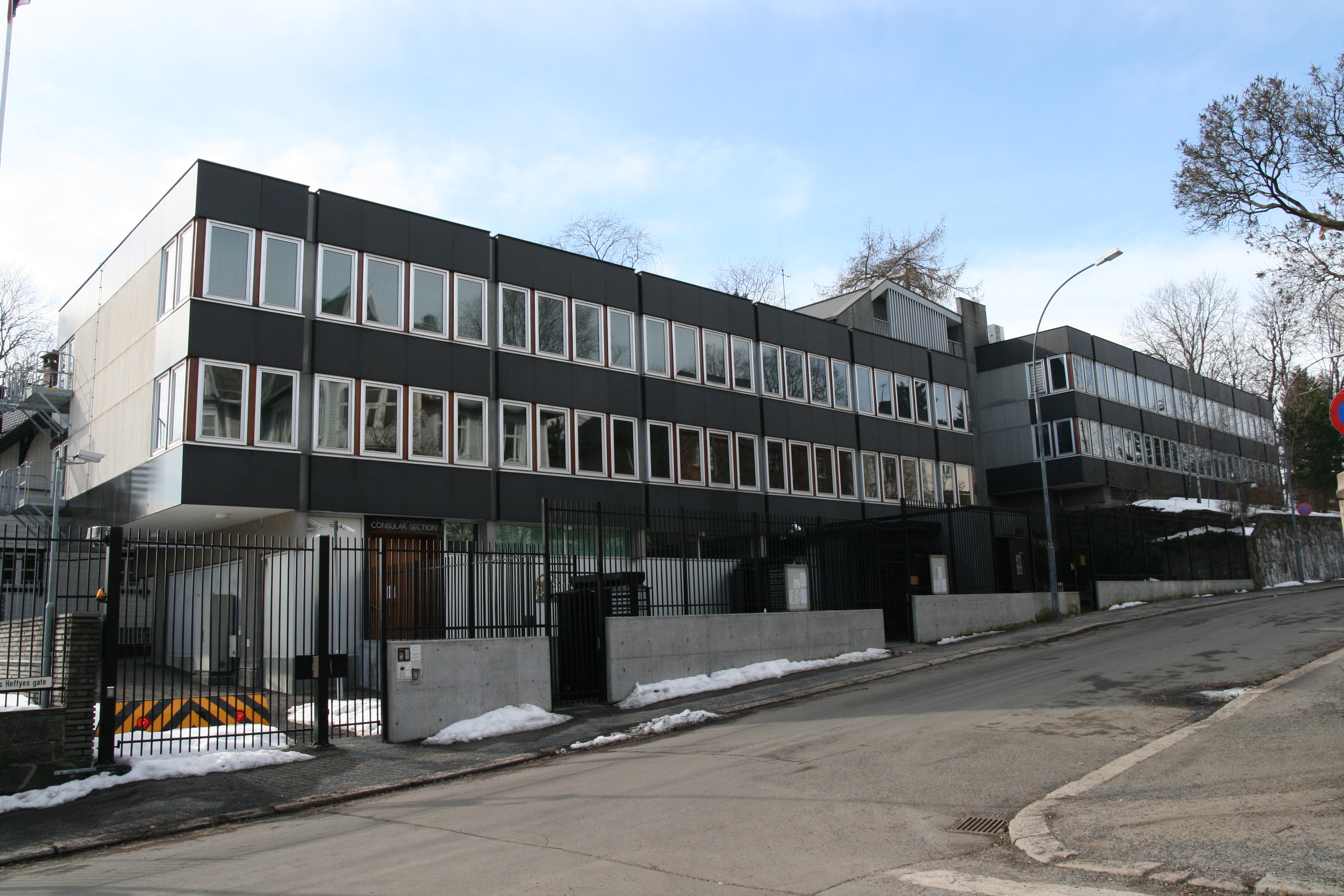
Embaixada em Oslo, Noruega

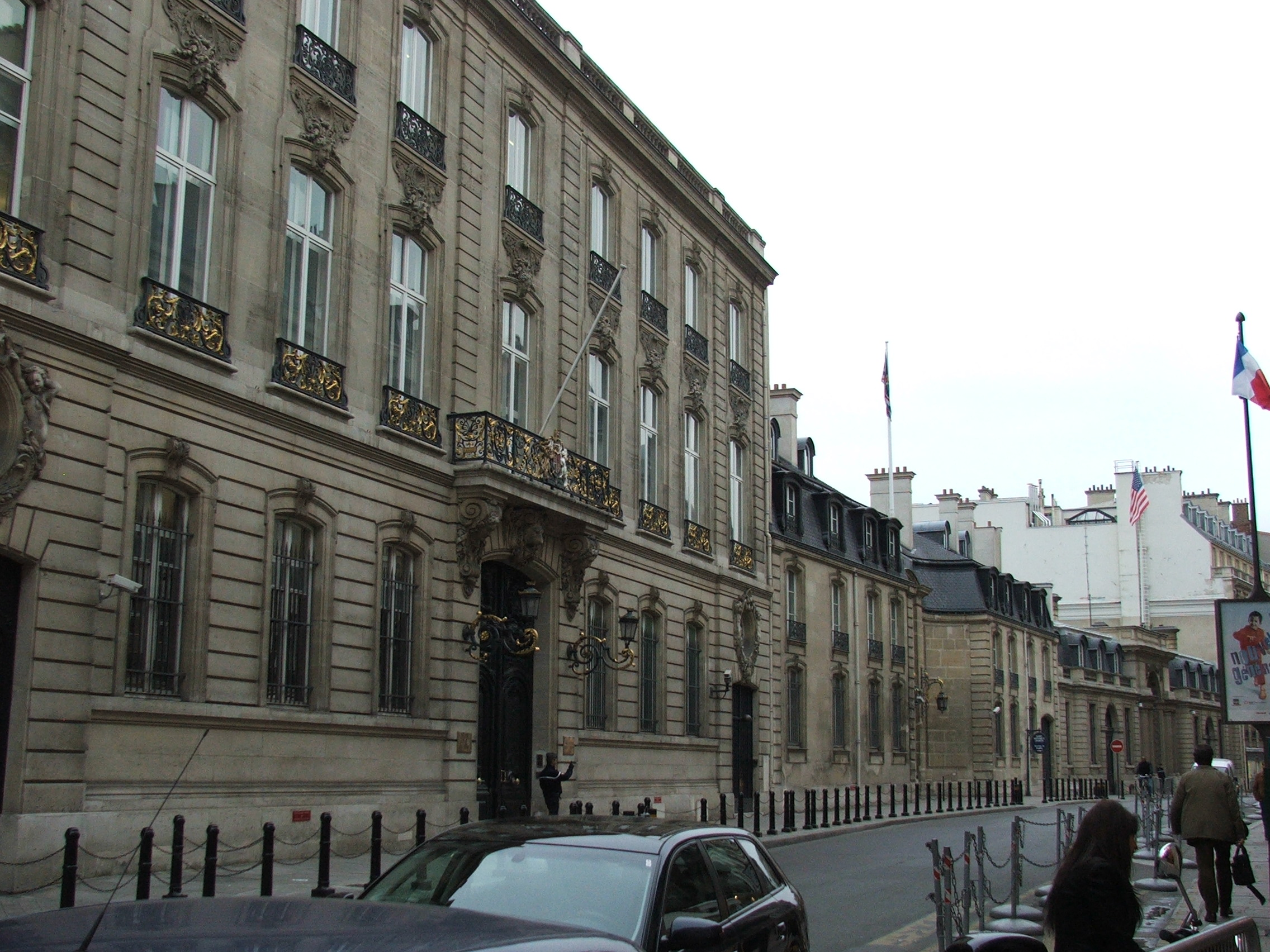
Embaixada em Paris, França

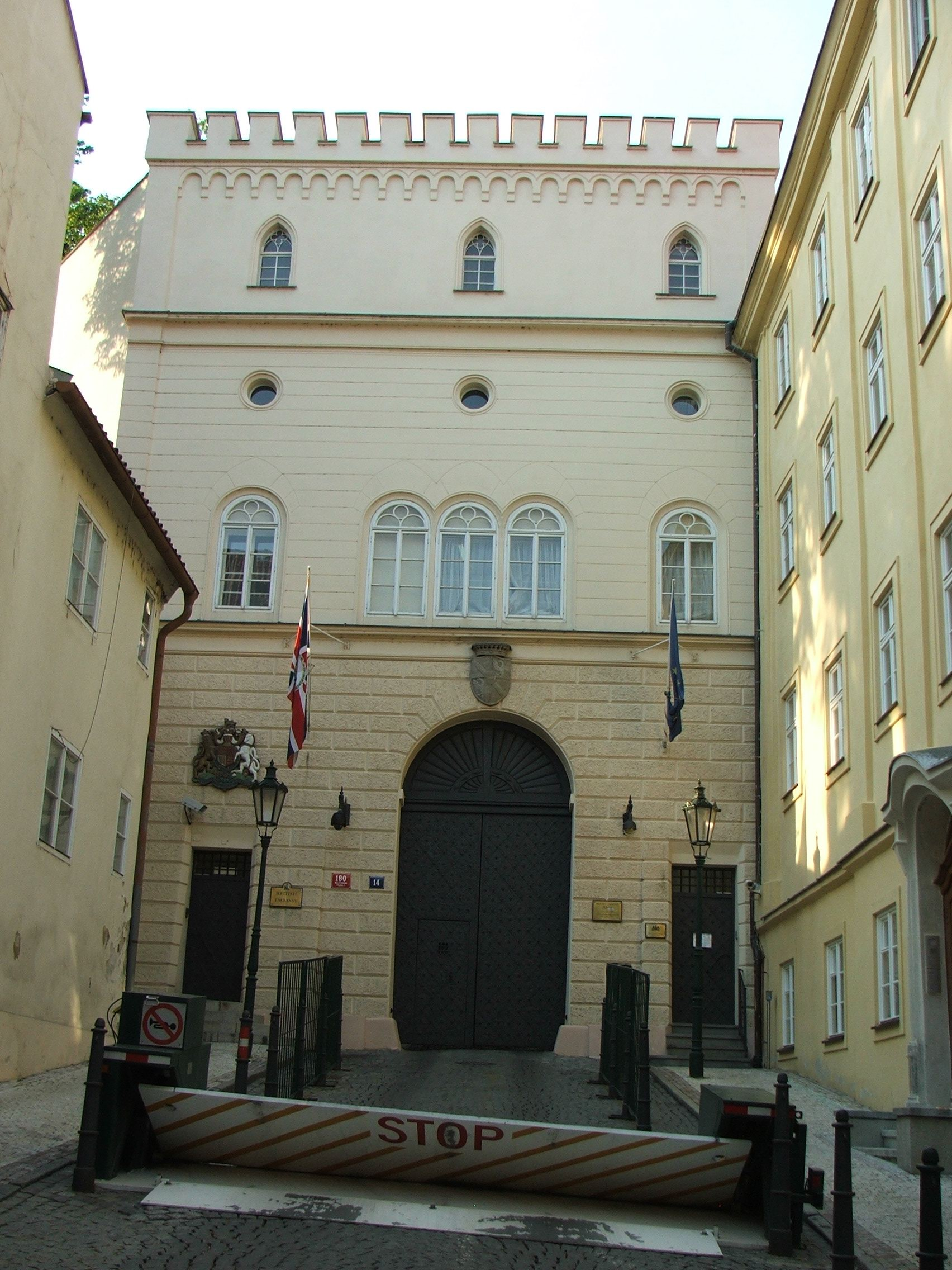
Embaixada em Praga, Chéquia

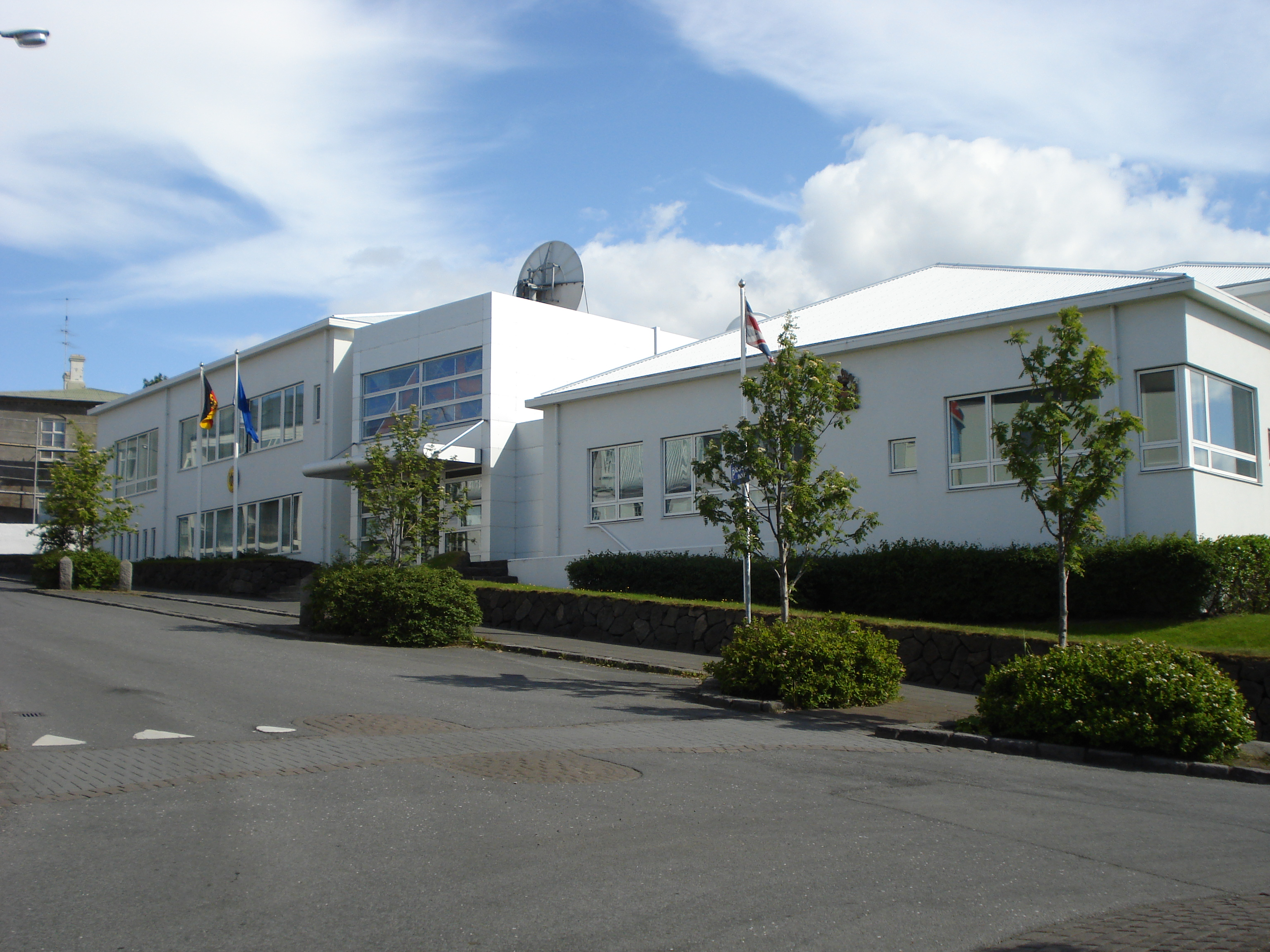
Embaixada em Reiquiavique, Islândia

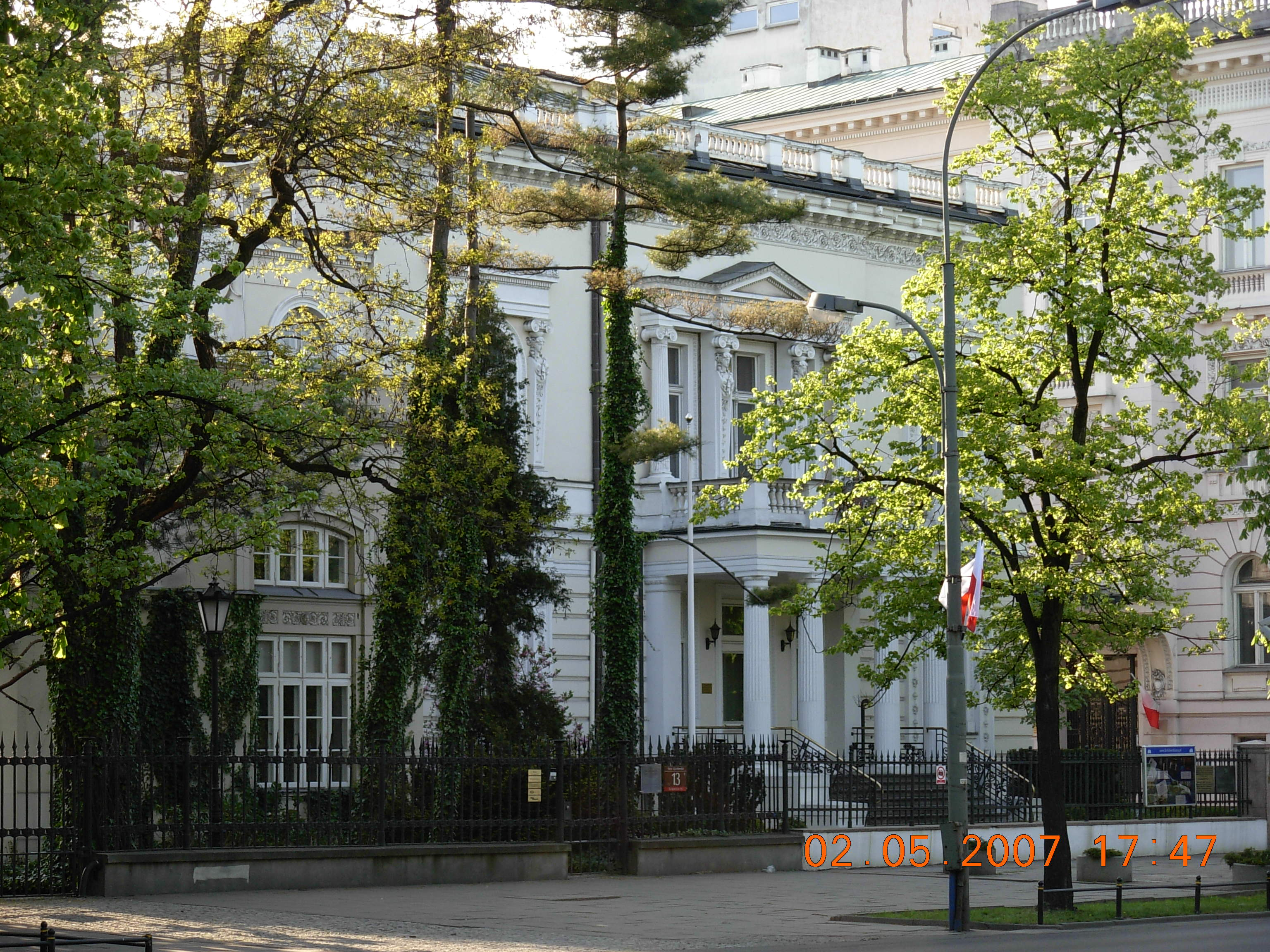
Embaixada em Varsóvia, Polónia

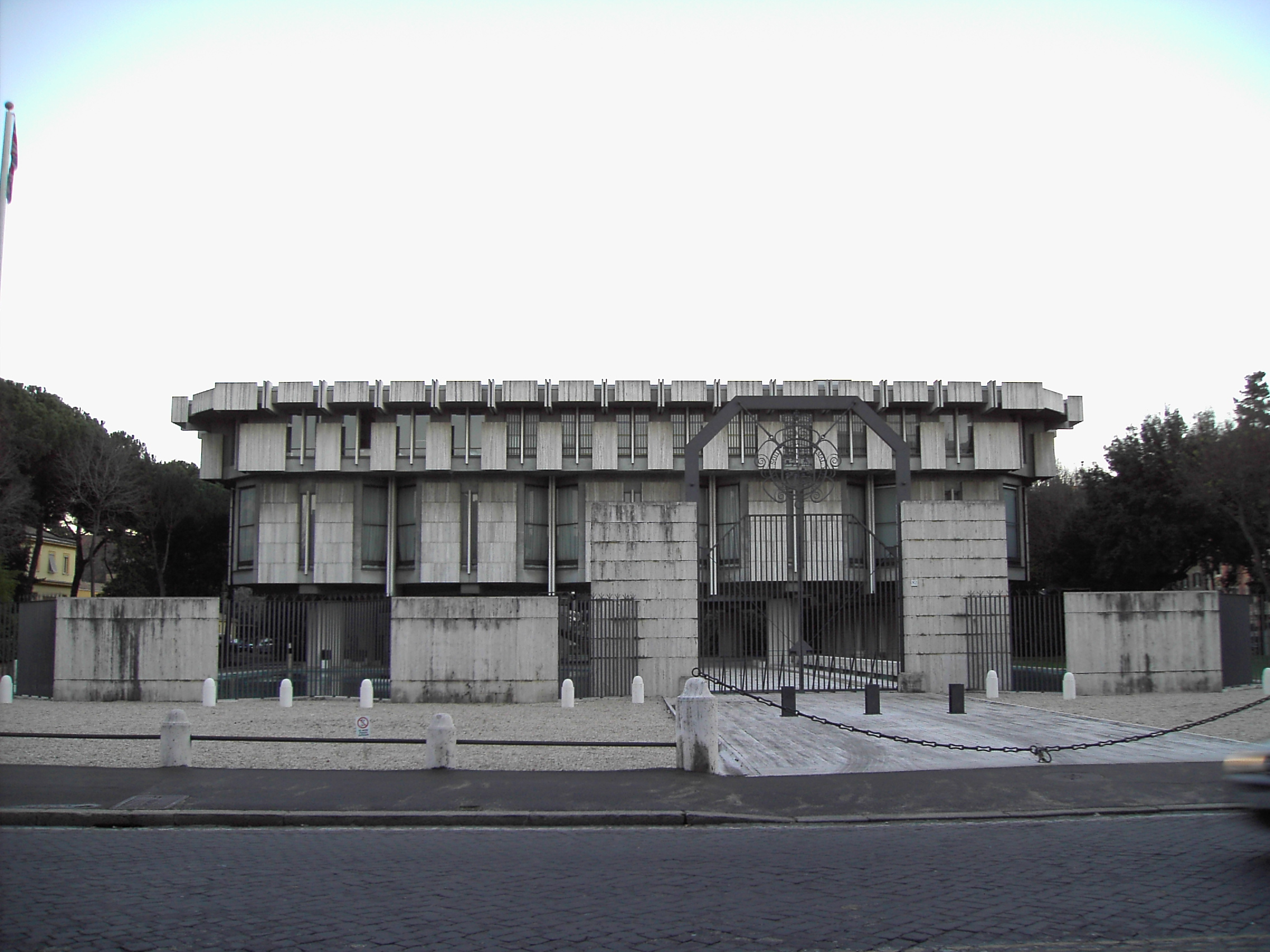
Embaixada ante a Santa Sede

  - Las Palmas de Gran Canaria (consulado)
  - Málaga (consulado)
  - Palma (consulado)
  - Santa Cruz de Tenerife (consulado)
  - Ibiza (vice-consulado)
- Estónia
  - Taline (embaixada)
- Finlândia
  - Helsinque (embaixada)
- França
  - Paris (embaixada)
  - Bordéus (consulado-geral)
  - Lila (consulado-geral)
  - Lião (consulado-geral)
  - Marselha (consulado-geral)
  - Saumur (agência consular)
- Geórgia
  - Tiblísi (embaixada)
- Grécia
  - Atenas (embaixada)
  - Salônica (consulado)
  - Heraclião (vice-consulado)
- Hungria
  - Budapeste (embaixada)
- Irlanda
  - Dublim (embaixada)
- Islândia
  - Reiquiavique (embaixada)
- Itália
  - Roma (embaixada)
  - Florença (consulado-geral)
  - Milão (consulado)
  - Nápoles (consulado)
- Letônia
  - Riga (embaixada)
- Lituânia
  - Vilna (embaixada)
- Luxemburgo
  - Luxemburgo (embaixada)
- Macedônia do Norte
  - Escópia (embaixada)
- Malta
  - Valeta (alta comissão)
- Moldávia
  - Quixinau (embaixada)
- Montenegro
  - Podgorica (embaixada)
- Noruega
  - Oslo (embaixada)
  - Ålesund (consulado)
- Países Baixos
  - Haia (embaixada)
  - Amsterdã (consulado-geral)
- Polónia
  - Varsóvia (embaixada)
- Portugal
  - Lisboa (embaixada)
  - Portimão (consulado)
- Roménia
  - Bucareste (embaixada)
- Rússia
  - Moscou (embaixada)
  - Ecaterimburgo (consulado-geral)
  - São Petersburgo (consulado-geral)
- Santa Sé
  - Cidade do Vaticano (situada em Roma) (Embaixada)
- Sérvia
  - Belgrado (embaixada)
- Suécia
  - Estocolmo (embaixada)
  - Gotemburgo (consulado-geral)
- Suíça 
  - Berna (embaixada)
  - Genebra (consulado-geral)
  - Brasileia (vice-consulado)
  - Lugano (vice-consulado)
  - Zurique (vice-consulado)
- Ucrânia
  - Quieve (embaixada)

## América

### América do Norte

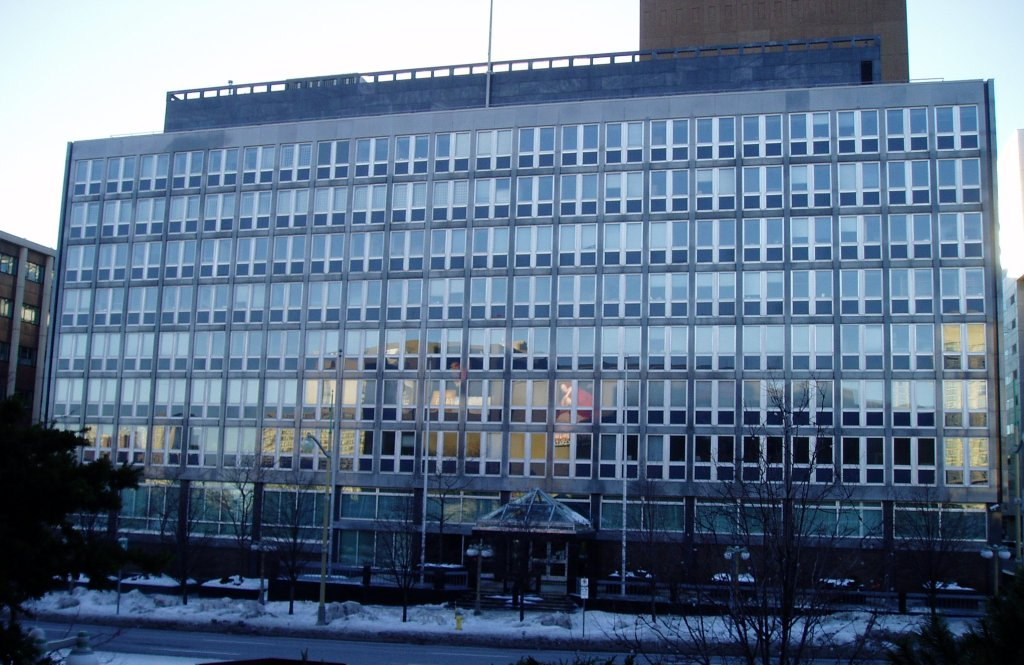
Alta comissão em Ottawa, Canadá

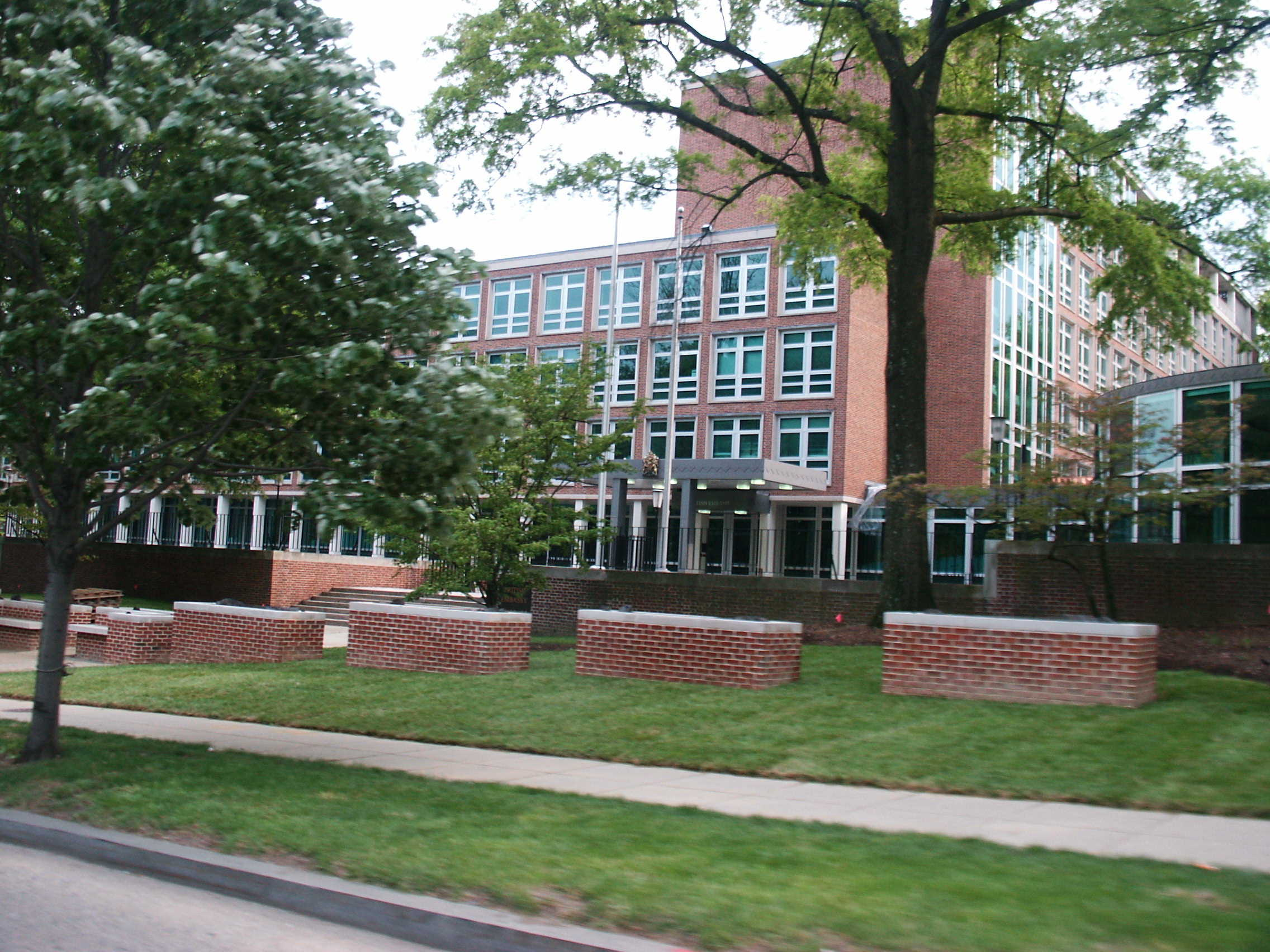
Embaixada em Washington DC, Estados Unidos

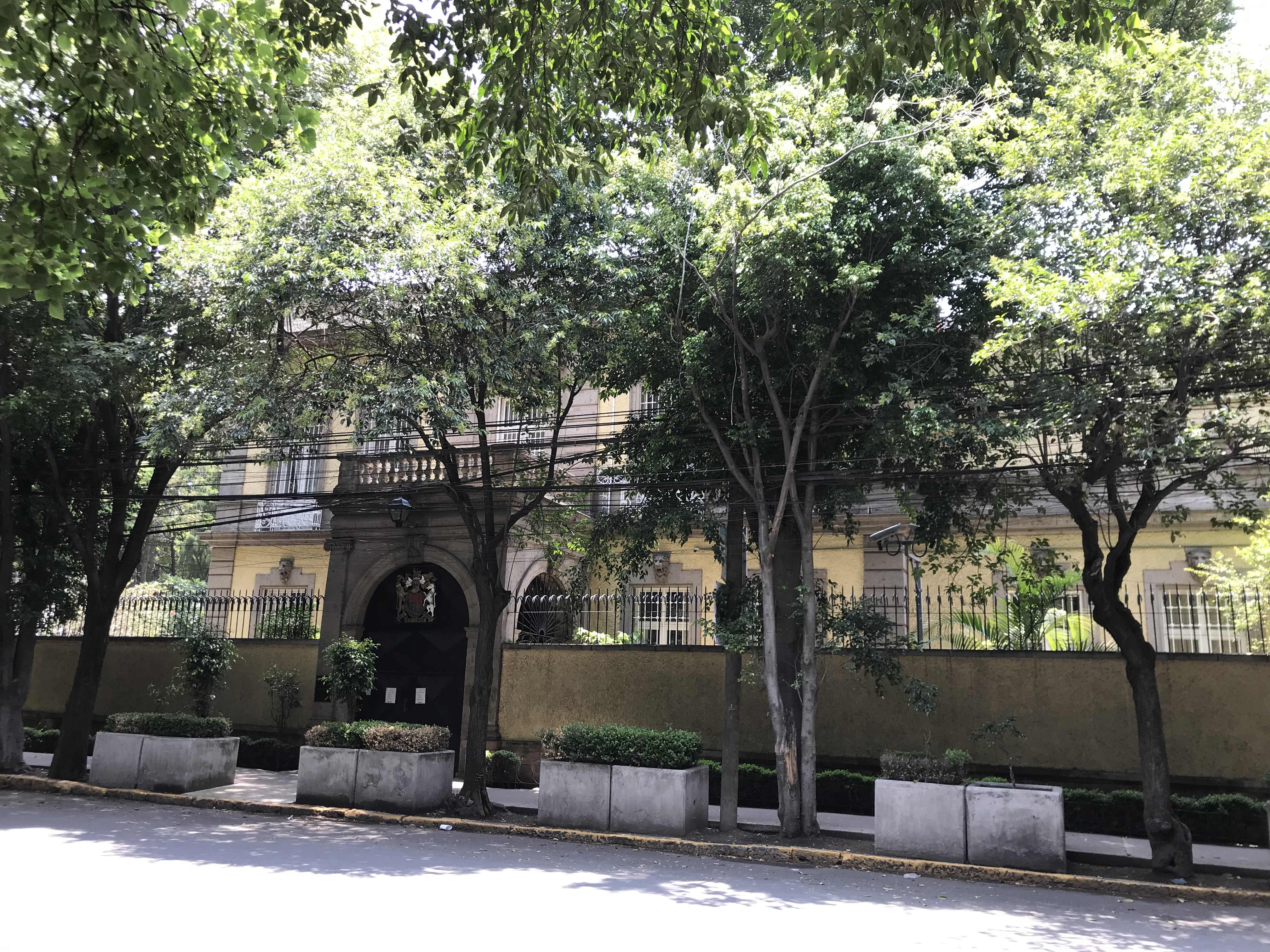
Embaixada na Cidade do México, México

- Canadá
  - Otava (alta comissão)
  - Montreal (consulado-geral)
  - Toronto (consulado-geral)
  - Vancuver (consulado-geral)
- Estados Unidos
  - Washington, D.C (embaixada)
  - Atlanta (consulado-geral)
  - Boston (consulado-geral)
  - Chicago (consulado-geral)
  - Houston (consulado-geral)
  - Los Angeles (consulado-geral)
  - Nova Iorque (consulado-geral)
  - São Francisco (consulado-geral)
  - Denver (consulado)
  - Miami (consulado)
  - Orlando (consulado)
  - Seattle (consulado)
  - San Juan (consulado)
- México
  - Cidade do México (embaixada)
  - Cancún (consulado-geral)
  - Monterrei (consulado)

### América Central e Caribe
- Antígua e Barbuda
  - São João (alta comissão)
- Barbados
  - Bridgetown (alta comissão)
- Belize
  - Belmopã (alta comissão)
- Costa Rica
  - São José (embaixada)
- Cuba
  - Havana (embaixada)
- Guatemala
  - Cidade da Guatemala (embaixada)
- Haiti
  - Porto Príncipe (consulado)
- Jamaica
  - Kingston (alta comissão)
- Panamá
  - Cidade do Panamá (embaixada)
- República Dominicana
  - São Domingos (embaixada)
- Santa Lúcia
  - Castries (alta comissão)
- São Vicente e Granadinas
  - Kingstown (alta comissão)
- Trinidad e Tobago
  - Porto da Espanha (alta comissão)

### América do Sul

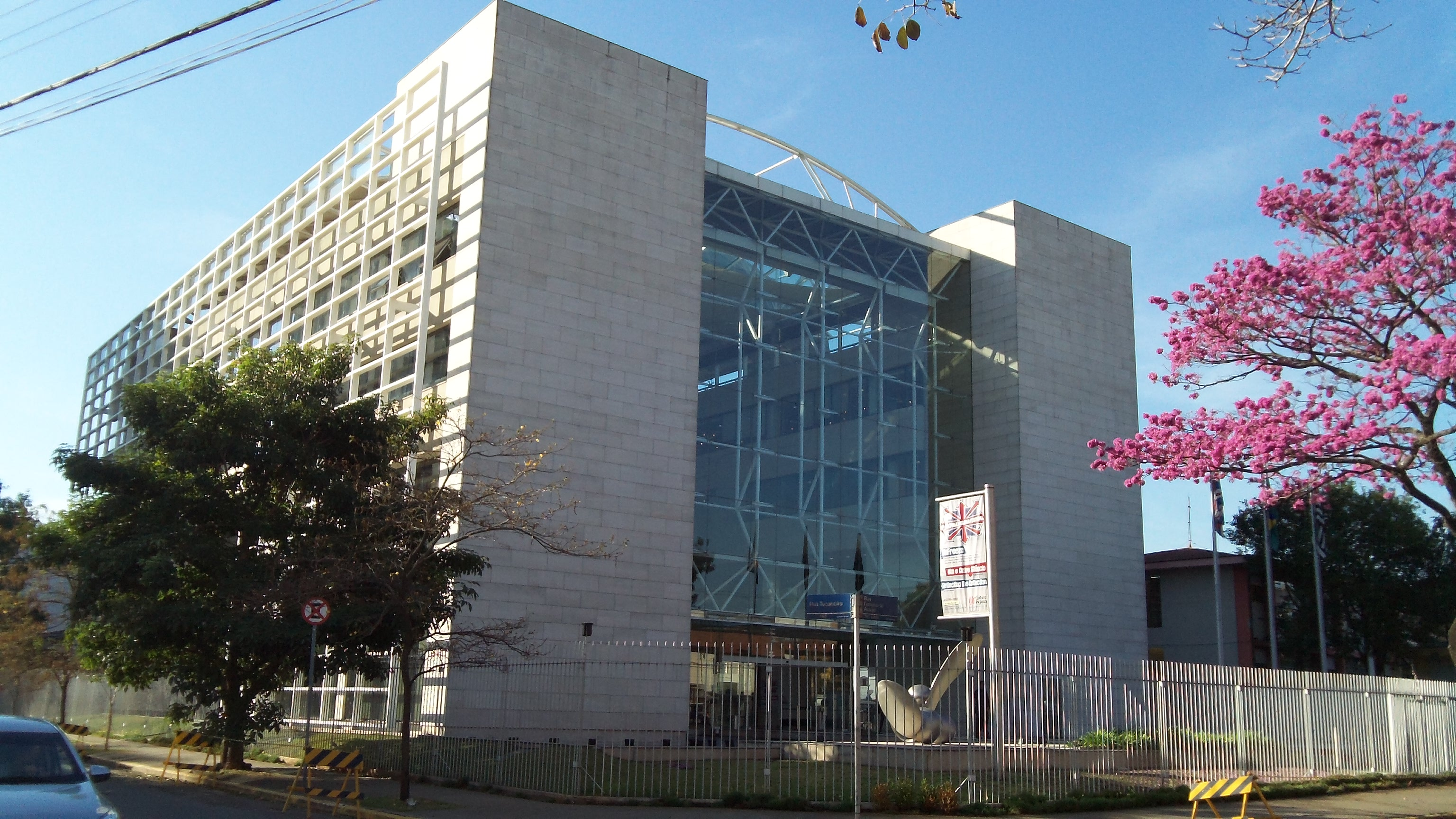
Consulado em São Paulo

- Argentina
  - Buenos Aires (embaixada)
- Bolívia
  - La Paz (embaixada)
- Brasil
  - Brasília (embaixada)
  - Rio de Janeiro (consulado-geral)
  - São Paulo (consulado-geral)Consulado em São Paulo
- Chile
  - Santiago (embaixada)
- Colômbia
  - Bogotá (embaixada)
  - Medellín (consulado)
  - Cali (consulado)
  - Barranquilla (consulado)
- Equador
  - Quito (embaixada)
- Guiana
  - Georgetown (alta comissão)
- Peru
  - Lima (embaixada)
- Uruguai
  - Montevidéu (embaixada)
- Venezuela
  - Caracas (embaixada)

## Oriente Médio

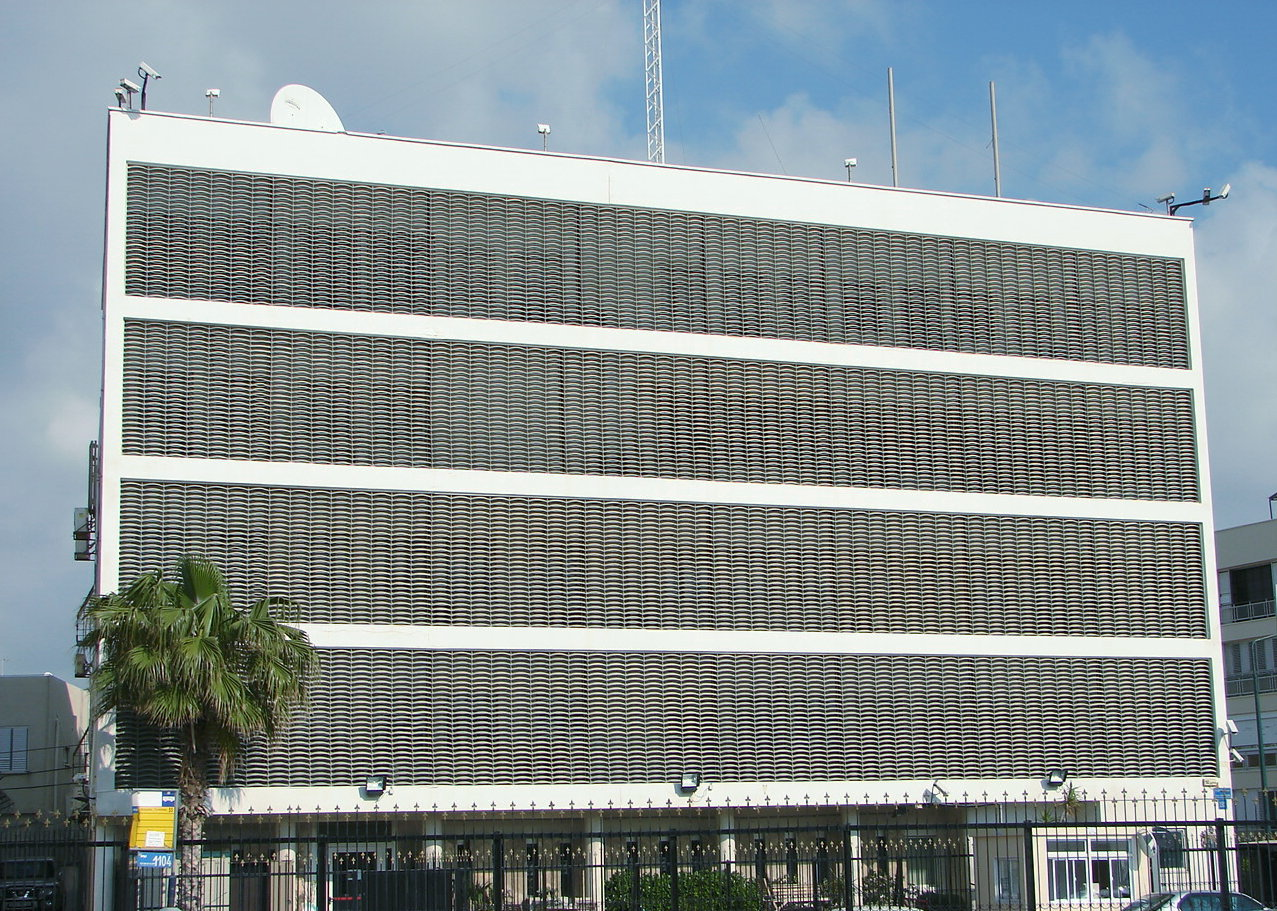
Embaixada em Telavive, Israel

- Arábia Saudita
  - Riade (embaixada)
  - Gidá (consulado-geral)
- Barém
  - Manama (embaixada)
- Catar
  - Doa (embaixada)
- Cuaite
  - Cidade do Cuaite (embaixada)
- Emirados Árabes Unidos
  - Abu Dabi (embaixada)
  - Dubai (consulado-geral)
- Iêmen
  - Saná (embaixada)
  - Hodeida (consulado)
- Irão
  - Teerã (embaixada)
- Iraque
  - Bagdá (embaixada)
- Israel
  - Telavive (embaixada)
  - Jerusalém (consulado-geral)
- Jordânia
  - Amã (embaixada)
- Líbano
  - Beirute (embaixada)
- Omã
  - Mascate (embaixada)
- Síria
  - Damasco (embaixada)
- Turquia
  - Ancara (embaixada)
  - Istambul (consulado-geral)
  - Esmirna (vice-consulado)
  - Antália (consulado)

## África
- África do Sul
  - Pretória (alta comissão)
  - Cidade do Cabo (consulado-geral)
- Angola
  - Luanda (embaixada)
- Argélia
  - Argel (embaixada)
- Botsuana
  - Gaborone (alta Comissão)
- Burundi
  - Bujumbura (oficina de enlace)
- Camarões
  - Iaundé (alta comissão)
- Costa do Marfim
  - Abijã (embaixada)
- Egito
  - Cairo (embaixada)
  - Alexandria (consulado-geral)
- Eritreia
  - Asmara (embaixada)
- Etiópia
  - Adis Abeba (embaixada)
- Gâmbia
  - Banjul (embaixada)
- Gana
  - Acra (alta comissão)
- Guiné
  - Conacri (embaixada)
- Líbia
  - Trípoli (embaixada)
- Maláui
  - Lilongué (alta comissão)
- Mali
  - Bamaco (oficina de enlace)
- Marrocos
  - Rabate (embaixada)
  - Casablanca (consulado-geral)
  - Tânger (consulado)
- Ilhas Maurícias
  - Porto Luís (alta comissão)
- Moçambique
  - Maputo (alta comissão)
- Namíbia
  - Vinduque (alta comissão)
- Nigéria
  - Abuja (alta comissão)
  - Lagos (consulado-geral)
- Quênia
  - Nairóbi (alta comissão)
- República Democrática do Congo
  - Quinxassa (embaixada)
- Ruanda
  - Quigali (embaixada)
- Seicheles
  - Vitória (alta comissão)
- Senegal
  - Dacar (embaixada)
- Serra Leoa
  - Freetown (alta comissão)
- Tanzânia
  - Dar es Salã (alta comissão)
- Tunísia
  - Túnis (embaixada)
- Uganda
  - Campala (alta comissão)
- Zâmbia
  - Lusaca (alta comissão)
- Zimbábue
  - Harare (embaixada)

## Ásia
- Afeganistão
  - Cabul (embaixada)
- Bangladexe
  - Daca (alta comissão)
  - Sylhet (oficina de enlace)
- Brunei

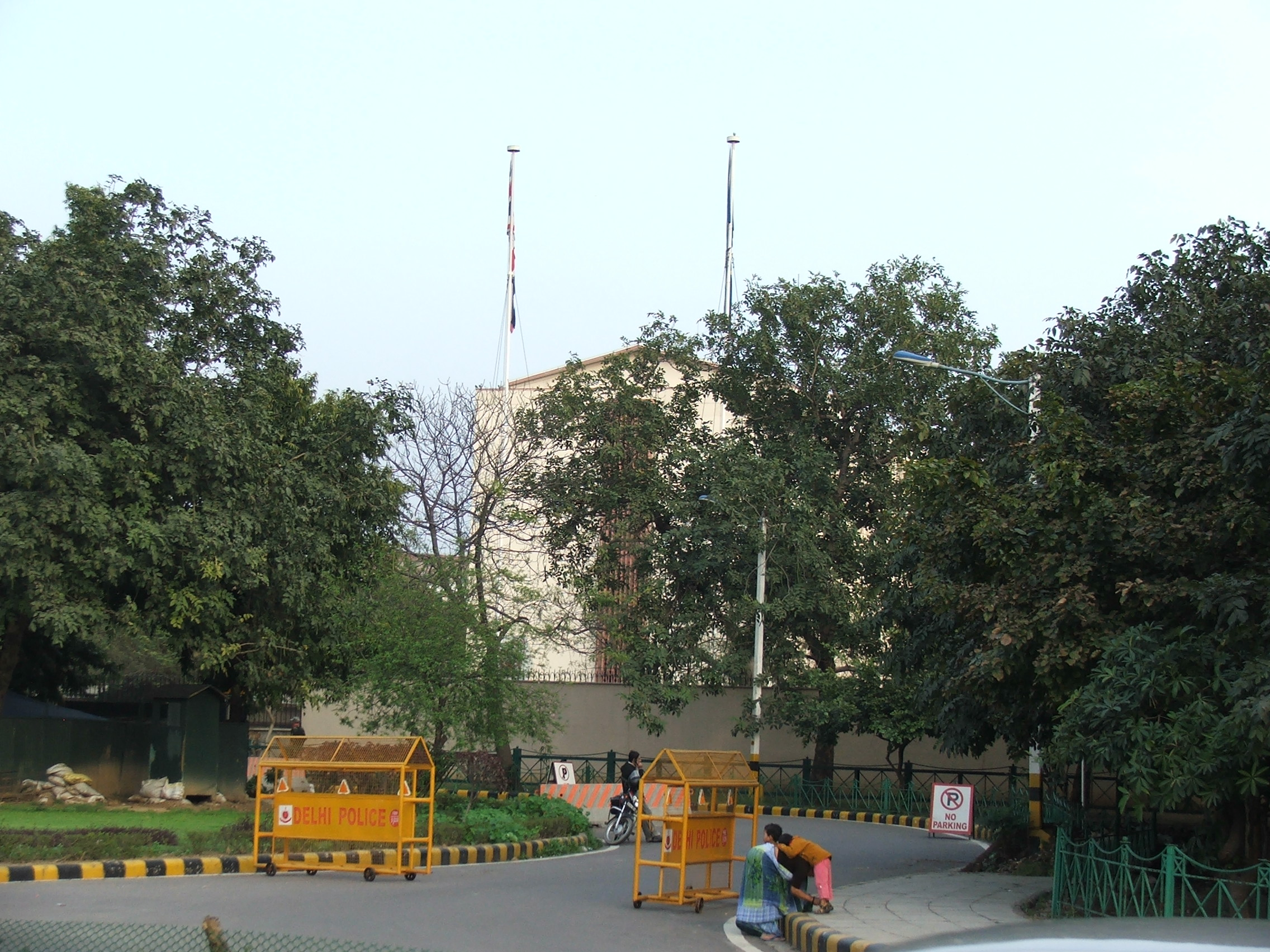
Alta comissão em Nova Déli, Índia

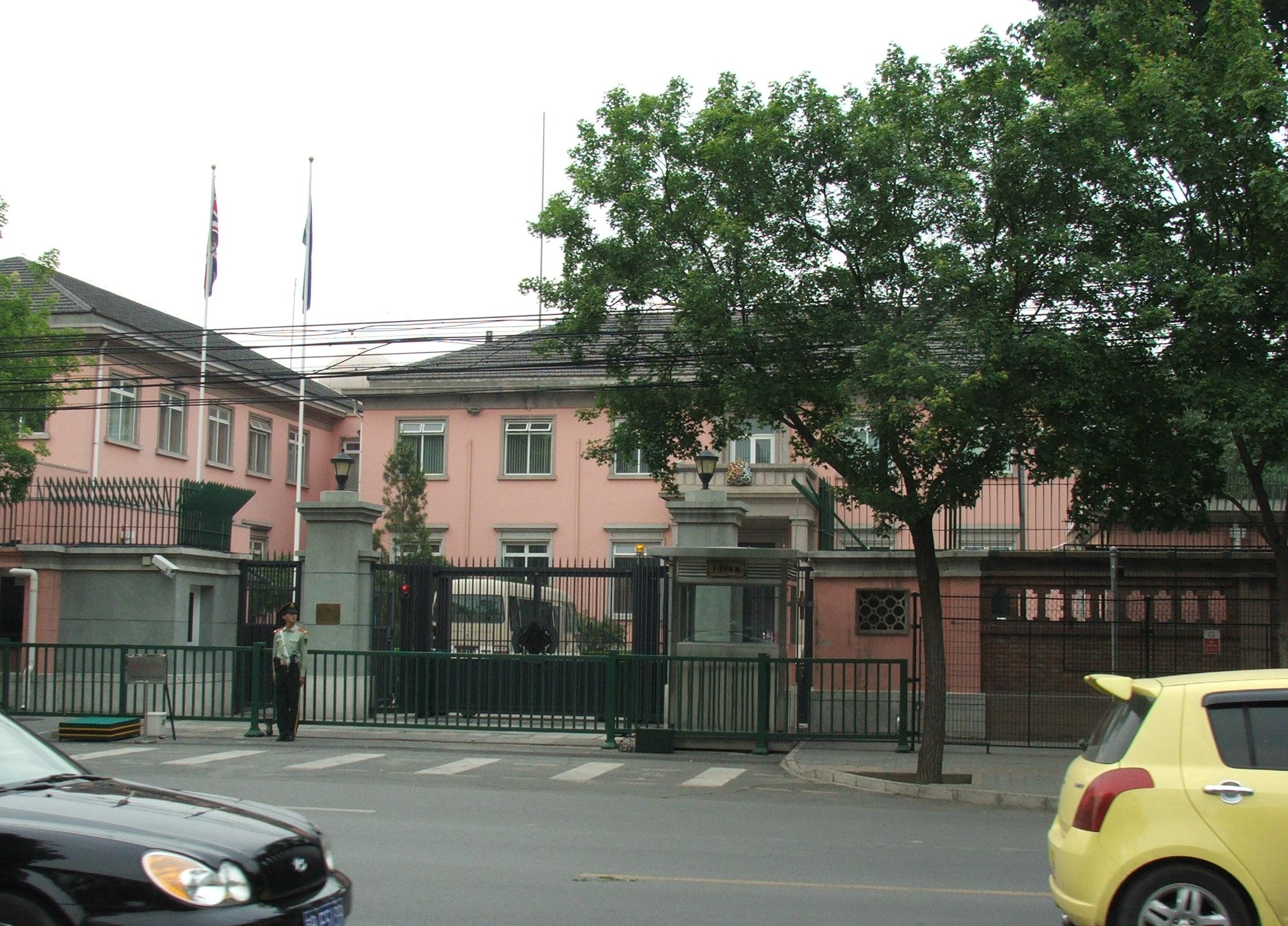
Embaixada em Pequim, China

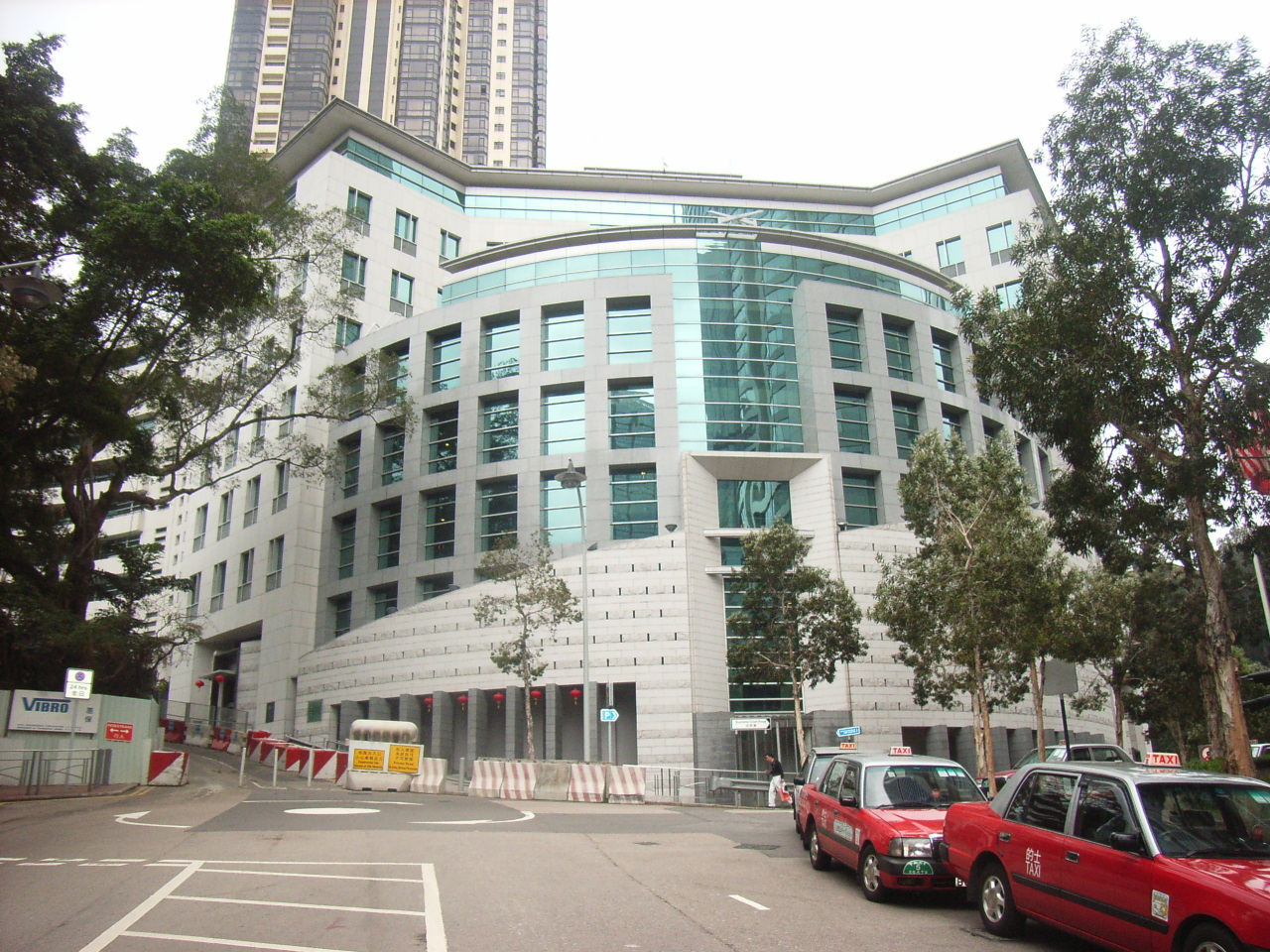
Consulado-geral em Hong Kong

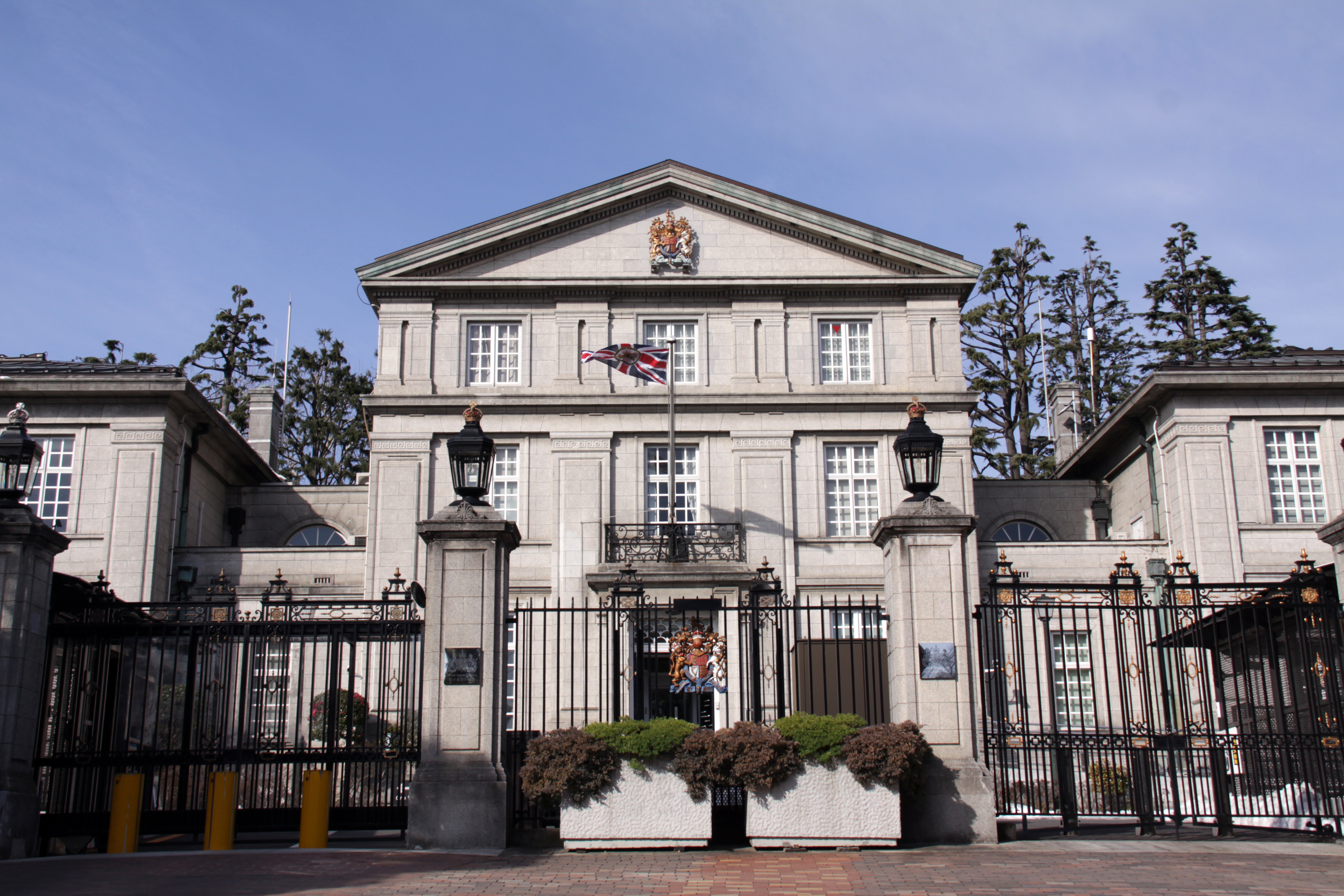
Embaixada em Tóquio, Japão

  - Bandar Seri Begauã (alta comissão)
- Camboja
  - Penome Pene (embaixada)
- Cazaquistão
  - Astana (embaixada)
- China
  - Pequim (embaixada)
  - Xunquim (consulado-geral)
  - Cantão (consulado-geral)
  - Honguecongue (consulado-geral)
  - Xangai (consulado-geral)
- Coreia do Norte
  - Pionguiangue (embaixada)
- Coreia do Sul
  - Seul (embaixada)
- Filipinas
  - Manila (embaixada)
- Índia
  - Nova Déli (alta comissão)
  - Calcutá (consulado-geral)
  - Chenai (consulado-geral)
  - Bombaim (consulado-geral)
- Indonésia
  - Jacarta (embaixada)
- Japão
  - Tóquio (embaixada)
  - Osaca (consulado-Geral)
  - Nagoia (consulado)
- Laos
  - Vientiane (embaixada)
- Malásia
  - Kuala Lumpur (alta comissão)
- Maldivas
  - Malé (alta comissão)
- Myanmar
  - Rangum (embaixada)
- Mongólia
  - Ulã Bator (embaixada)
- Nepal
  - Catmandu (embaixada)
- Paquistão
  - Islamabade (alta comissão)
  - Carachi (consulado-geral)
- Seri Lanca
  - Colombo (alta comissão)
- Singapura
  - Singapura (alta comissão)
- Tailândia
  - Banguecoque (embaixada)
  - Chiang Mai (consulado-geral)
- Taiwan
  - Taipé (gabinete)
- Tajiquistão
  - Duxambé (embaixada)
- Turcomenistão
  - Asgabate (embaixada)
- Uzbequistão
  - Tasquente (embaixada)
- Vietname
  - Hanói (embaixada)
  - Ho Chi Minh (consulado-geral)

## Oceania

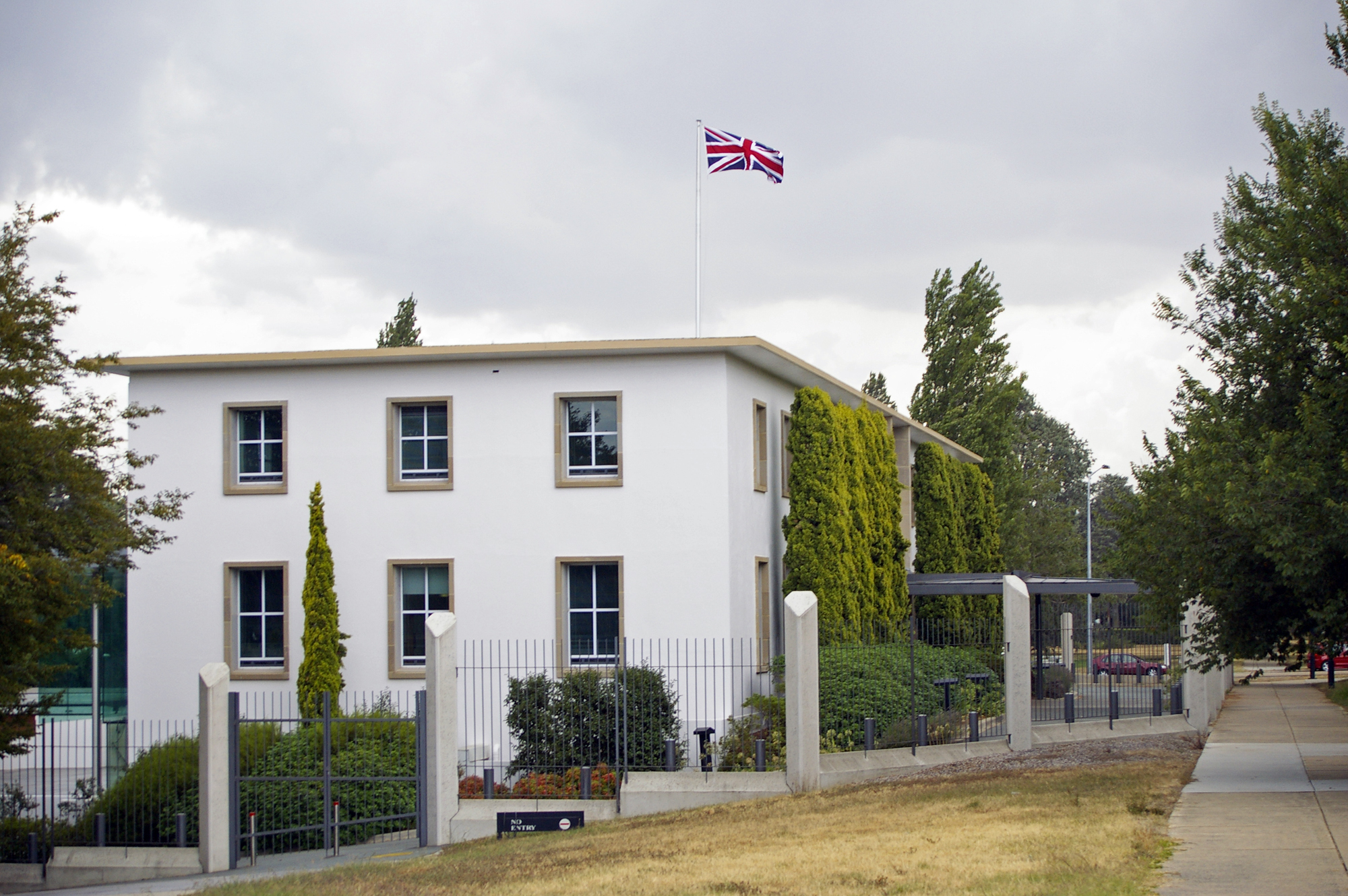
Alta comissão em Camberra, Austrália

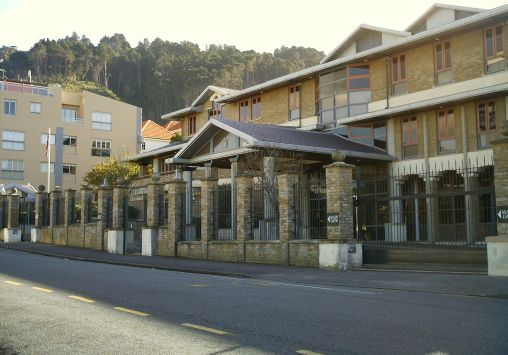
Alta comissão em Wellington, Nova Zelândia

- Austrália
  - Camberra (alta comissão)
  - Melbourne (consulado-geral)
  - Sydney (consulado-geral)
  - Brisbane (agência consular)
  - Perth (agência consular)
- Fiji
  - Suva (alta comissão)
- Ilhas Salomão
  - Honiara (alta comissão)
- Nova Zelândia
  - Wellington (alta comissão)
  - Auckland (consulado-geral)
  - Christchurch (consulado)
- Papua-Nova Guiné
  - Porto Moresby (alta comissão)

## Organizações multilaterais
- - Adis Abeba (Observador permanente ante a União Africana)
  - Bruxelas (Missão permanente ante a União Europeia e OTAN)
  - Estrasburgo (Missão permanente ante o Conselho da Europa)
  - Genebra (Missão permanente ante as Nações Unidas e outras organizações internacionais)
  - Nairóbi (Missão permanente ante as Nações Unidas e outras organizações internacionais)
  - Nova Iorque (Missão permanente ante as Nações Unidas)
  - Paris (Missão permanente ante a OCDE e UNESCO)
  - Roma (Missão permanente ante a Organização das Nações Unidas para a Alimentação e a Agricultura)
  - Viena (Missão permanente ante as Nações Unidas)